# John Darnton
John Darnton (ur. 20 listopada 1941 w Nowym Jorku) – amerykański dziennikarz i pisarz, zdobywca nagrody Pulitzera (1982) oraz dwukrotny laureat nagrody George'a Polka.

## Życiorys
W latach 1966-2005 związany z redakcją The New York Times, gdzie przez kilkadziesiąt lat pracował jako reporter oraz korespondent zagraniczny. W swoich reportażach, za które otrzymał w 1978 nagrodę dla dziennikarzy imienia George'a Polka, opisywał m.in. wojnę domową w Rodezji, wystąpienia anty-aparthaidowskie w Afryce Południowej oraz upadek rządów Idi Amina w Ugandzie.
Na początku lat osiemdziesiątych przeniesiony do Warszawy, skąd pisał m.in. o powstaniu Solidarności oraz o stanie wojennym w Polsce. Za te relacje otrzymał w 1982 nagrodę Pulitzera, ponownie uhonorowano go także nagrodą Polka (1981).
W 2005 odszedł z redakcji i przeszedł na emeryturę. W 2009 został mianowany kuratorem nagrody George'a Polka, przyznawanej od 1949 przez Long Island University w Nowym Jorku.
W 1996 napisał pierwszą powieść, która spotkała się z dużym uznaniem krytyków. Zarówno Neandertalczyk (1996), jak i kolejna jego książka Bliźniacy (1999) znalazły się na liście bestsellerów The New York Times'a.
W 2011 ukazała się kolejna książka Almost a Family: A memoir, dotycząca losów jego ojca, Byrona "Barneya" Darntona, który zginął w 1942 u wybrzeży Nowej Gwinei, pracując jako korespondent wojenny dla redakcji The New York Times.

## Nagrody i wyróżnienia
Nagroda im. George'a Polka (1978, 1981)
Nagroda Pulitzera (1982)

## Publikacje
Powieści:
Neandertalczyk (ang. Neanderthal) (1996, wyd. polskie 1998)
Bliźnięta (ang. The Experiment) (1999, wyd. polskie 2001)
Mind Catcher (2002)
Spisek Darwina (ang. The Darwin Conspiracy) (2005, wyd. polskie 2007)
Black and White and Dead All Over (2008)

Wspomnienia:
Almost a Family: A memoir (2011)

## Życie prywatne
Ojcem Johna był reporter wojenny Byron "Barney" Darnton (1897–1942), a matką dziennikarka Eleanor Choate Darnton.
Jego bratem jest historyk Robert Darnton. Ma żonę Ninę, z którą ma troje dzieci.